# Epitola viridana
Epitola viridana is een vlinder uit de familie van de Lycaenidae. De wetenschappelijke naam van de soort is voor het eerst geldig gepubliceerd in 1921 door Joicey & Talbot.